# 社會經濟理事會

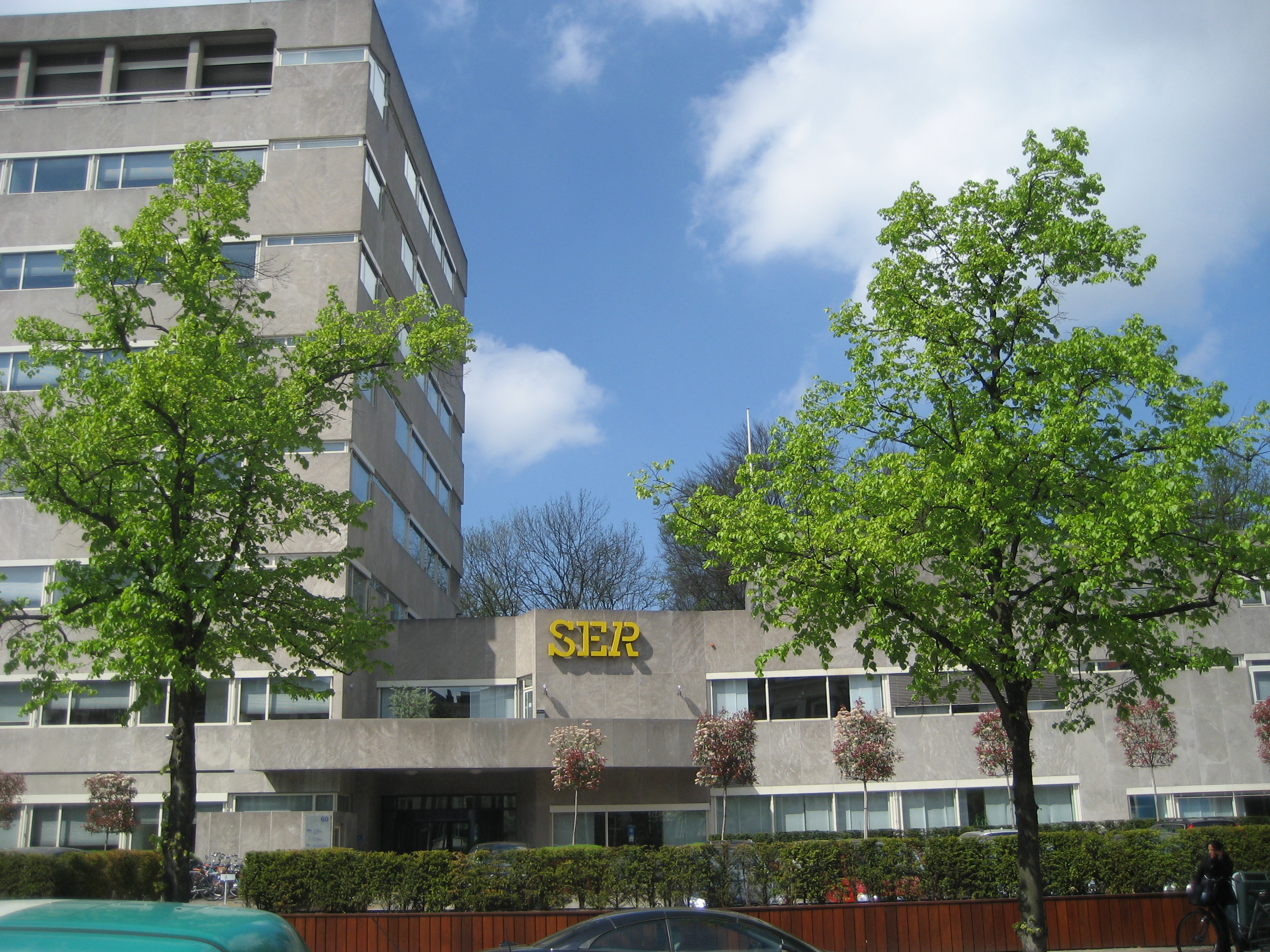
社會經濟理事會

社會經濟理事會（Sociaal-Economische Raad）是荷蘭政府針對經濟議題的諮詢委員會，其由基礎部門的監督組織系統來領導（Publiekrechtelijke Bedrijfsorganisatie），其作為工會以及勞工組織之社會夥伴，其核心的組織精神包含統合主義、社會市場經濟以及荷蘭經濟，以及作社會溝通的主要平台。

## 歷史
社會經濟理事會成立於1950年代，其奠基於荷蘭長期針對經濟議題辯論而設立，在那時期有兩個主要政黨對此產生意見紛歧，一個是基督教民主呼籲（Katholieke Volkspartij）以及主張社會民主的荷蘭工黨（Dutch Labour Party，簡稱PvdA），這兩個政黨有懼於1930年代的大蕭條時代重演，社會民主強調政府必須在經濟扮演重要維護秩序的角色，基督教的教義則認為市場經濟必須自我調節，最後研擬出折衷的方面，兼具荷蘭貿易聯盟以及勞工組織做為基礎部門的監督組織，經濟社會理事會作為政府在經濟結構以及單位的領導單位，而當時社會經濟理事會另外兼負別的重要任務就是負責二戰後的重建。
在1950年代到1960年代的期間，經濟社會理事會也是少數貿易聯盟、勞工組織和政府緊密合作的成功案例，在1970年代由於石油危機引起的危機，然而社會經濟理事會卻無能力解決問題，在1980年代經濟社會領事會重新作為中央經濟的決策者，積極扮演政府以及民間的對話平台，在1990年代期角色又有些許的轉變，基礎部門監督組織的角色開始逐漸消弭，其逐漸接掌諮詢委員會大部分的業務，1997年荷蘭國會一院以及國會二院賦予經濟社會理事會提交法案的權利。

## 目標
經濟社會理事會針對荷蘭社會經濟有三大方針：
- 保證穩定和永續的經濟成長
- 保證充分就業
- 保證收入公平

## 組織
經濟社會理事會共有33位成員，由三大部門組成，每個部門11位委員，分別是工會聯盟、企業組織以及政府，政府指派的委員也被稱做欽定成員（Crown members），工會聯盟的成員包含了三個團體：荷蘭工會聯合會（Federatie Nederlandse Vakbeweging，八席）、基督教全國工會（Christelijk Nationaal Vakverbond，兩席）以及管理暨專技人員工會聯合會（Federation of Managerial and Professional Staff Unions，一席），企業組織則有以下團體出席：荷蘭產業與僱主聯盟（VNO-NCW，七席）、荷蘭中小型企業聯盟（Midden- en Kleinbedrijf Nederland，三席）以及農業暨園藝組織（Land- en Tuinbouw Organisatie，一席），政府指派的人員則包含經濟及相關領域的專家，有負責經濟計劃的單位CPB以及中央銀行（De Nederlandsche Bank），每個部門由四位委員組成專責委員會，而主席一職均由政府指派。
經濟社會理事是由基礎部門監督組織負責領導暨運作，可以像其他政府部門、省以及水利委員會等單位提交法案，而經濟社會理事會的經費由各商會向各公司徵收補助金，一年經費預算大約一千四百萬歐元（€14 million）。

## 主席
- 1950-1958: 弗朗斯·德·弗里斯（Frans de Vries）
- 1958-1964: 杰拉德·馬呂斯·馮呂恩·斯圖爾特（Gerard Marius Verrijn Stuart）
- 1964-1985: 威廉·揚·德·伯斯（Jan Willem de Pous）
- 1985-1996: 西奧·昆（Theo Quené）
- 1996-1998: 卡拉斯·德·弗里斯（Klaas de Vries）
- 1999-2006: 赫爾曼·衛夫里斯（Herman Wijffels）
- 2006-now: 亞歷山大·洛尼·侃

## 相關連結
- SER official website （页面存档备份，存于）